# Jean Baptiste Ado
Jean Baptiste Ado (1913) was een beroemde Franse golfer in de jaren na de Tweede Wereldoorlog. Hij werd geboren in het Baskische stadje Ciboure.
Er zijn twee redenen waarom men zich Ado herinnert, als verzetsman en als golfer.

## Resistance
Ado was tijdens de Tweede Wereldoorlog lid van de Maquis, en schroomde niet om met blote handen een vijandelijk persoon te wurgen. Hij werd gearresteerd en gefusilleerd. Men nam aan dat hij dood was en liet hem liggen. Zijn kaak was gebroken en hij miste enkele tanden, maar hij overleefde. 

## Golfer
Als golfer stond hij bekend als vriendelijke man, die zijn eigen sigaretten rolde terwijl hij over de fairway liep. Hij stond ook bekend als longhitter, maar zijn ballen gingen niet altijd naar de fairway. Om minder ver te slaan, en misschien dan vaker op de fairway te belanden, gebruikte hij een damesdriver, meestal een Jean Donald.

In 1952 reisde hij naar de Verenigde Staten met Albert Pelissier, die een uitnodiging voor de Masters had gekregen nadat hij het Belgisch Open van 1951 had gewonnen.

Hij speelde het Brits Open in 1953 (score 308) en 1954 (score 298) en eindigde beide jaren in de top-40.

## Gewonnen
- 1949: Grand Prix PGA France
- 1951: Grand Prix PGA France
- 1955: Grand Prix PGA France
- 1958: Grand Prix PGA France